# Нусберг, Иван Иванович
Иван Иванович Нусберг (21.08.1893 г. Валка, Лифляндская губ. Российская империя — 11.08.1949 г. Москва) лётчик, участник Первой мировой и Гражданской войны, комкор, кавалер ордена Красного Знамени. Командир эскадрильи на первом авиационном параде в Москве над Красной площадью (1927 год).

## Биография
Родился 21 августа 1893 года в эстонской крестьянской семье в городе Валка Лифляндской губернии. В семье было шестеро детей.
Отец — Нусберг Иван Иванович работал на железной дороге.
Мать — Нусберг Грета Генриховна (1868—29.09.1941). Покончила жизнь самоубийством, не вынеся преследований семьи НКВД.
Младший брат — Нусберг Яков Иванович (1903—1938), заместитель начальника Узбекского управления Гражданского воздушного флота. Репрессирован 15 марта и расстрелян 7 июня 1938 г. на Бутовском полигоне; реабилитирован 1 июня 1957 г.
Жена (с сентября 1918 г.) — Немчинова Наталия Андреевна.
Сын — Нусберг Владимир Иванович (род. 28.06.1919 в Саратове). В мае 1941 г. был направлен в трудармию как член семьи «врага народа».
Дочь — Нусберг Лидия Ивановна (род. 29.05.1923 г.).
Учился Иван Нусберг в городе Тарту (Дерпт), окончил церковно-приходскую школу, работал на железной дороге рабочим. Затем — там же телеграфистом. С 1912 года (с 19 лет) работал электромонтёром на Ревельском элетромеханическом заводе «Вольта».
С августа 1914 года мобилизован в русскую армию. Участник Первой мировой войны. Направлен в воздухоплавательный батальон на Западный фронт. Стаж лётной работы исчисляется с ноября 1914 года. В 1916 году И. И. Нусберг направлен на Теоретические авиационные курсы при Петроградском политехническом институте. В январе 1917 года после успешного окончания курсов направлен в Англию в Ханслоу в Королевскую авиационную школу в составе группы из ста русских солдат и офицеров. 01.07.1917 года Иван Нусберг окончил школу со званием военного лётчика высшего пилотажа с правом ночных полётов. Вернувшись в Россию воевал на «Фармане» в составе 3-й истребительной группы на германском фронте.
Сразу после Октябрьского переворота лётчик Иван Нусберг вступил в Красную Гвардию. С 1918 года — член ВКП(б). С января 1918 года служит в составе Архангельского авиаотряда и Олонецкой авиагруппы, занимаясь охраной береговой черты Северного Ледовитого океана. Затем его направляют во 2-й Смоленский авиаотряд, а с февраля 1919 года он служит лётчиком в 16-м авиаотряде 10-й Красной Армии в Царицыне. «За верные и необычайно точные сведенья по разведке, за удачное бомбометание» пилот Иван Нусберг был награждён начальником авиации Республики именным серебренным портсигаром. В 1922 году И. И. Нусберг назначен командиром 6-о авиаотряда в Харькове. Здесь он служил до августа 1928 года последовательно занимая должности командира Отдельного разведывательного авиаотряда, затем Отдельной эскадрильи имени Ильича, командира авиабригады. Имел звание комбрига (два ромба в петлицах). За это время И. И. Нусберг окончил курсы «авиаВАК» и Губернскую партийную школу в Ленинграде. В ноябре 1927 года Нусберг командовал эскадрильей на первом в СССР военном авиационном параде над Красной площадью (с тех пор такие парады стали традиционными и проводятся по сей день).
В августе 1928 года комбриг И. И. Нусберг демобилизован из РККА и направлен на Среднеазиатские авиалинии «Добролёт» в город Ташкент. Выполнял особо секретные задания командования — вывез из Кабула в СССР высокопоставленных английских дипломатов во время волнений в Афганистане. В апреле 1929 года после захвата басмачами города Гарм Нусберг выполнил по приказу командующего Среднеазиатским военным округом П. Е. Дыбенко несколько крайне сложных полётов для высадки десанта в горах Памира. Город был освобождён. По результатам Гармской операции «За проявленный героизм и мужество, а также за демонстрацию лётного искусства» Иван Иванович Нусберг был награждён высшей на тот момент наградой СССР — орденом Красного Знамени.
В 1933 году И. И. Нусберг был вызван в Москву и назначен в Главное управление Гражданского Воздушного флота пилотом-агитатором в особую агитационную эскадрилью имени Максима Горького. Командиром эскадрильи был знаменитый советский писатель и журналист Михаил Кольцов, Иван Нусберг стал пилотом самолёта «Правда».
12 марта 1938 года был арестован органами НКВД; обвинён в том, что в 1931 году в Москве якобы был завербован заместителем начальника Главного управления Гражданского Воздушного флота СССР Я. Я. Анвельтом в Эстонскую разведку. 2 июня 1938 года после жесточайших пыток, шантажа и допросов следователем младшим лейтенантом Скоробогатовым, приговорён по 58-й статье к 8 годам лагерей «за шпионаж в пользу Эстонии». Срок отбывал на Колыме. После окончания срока в 1946 году Нусберг без объявления причин находился в заключении ещё более года. Вышел на свободу только 16 апреля 1947 года инвалидом 1 группы.
Умер Иван Иванович Нусберг в Москве 11 августа 1949 года от рака желудка, в нищете и забвении. Похоронен на Пятницком кладбище.
29 апреля 1957 года Иван Нусберг был полностью реабилитирован.